# Оринџбург (Јуж. Каролина)
Оринџбург (енгл. Orangeburg) град је у америчкој савезној држави Јужна Каролина.

## Демографија
По попису из 2010. године број становника је 13.964, што је 1.199 (9,4%) становника више него 2000. године.
| Група             | 2000.         | 2010.          |
| Белци             | 3.758 (29,4%) | 2.891 (20,7%)  |
| Афроамериканци    | 8.618 (67,5%) | 10.479 (75,0%) |
| Азијати           | 145 (1,1%)    | 231 (1,7%)     |
| Хиспаноамериканци | 165 (1,3%)    | 266 (1,9%)     |
| Укупно            | 12.765        | 13.964         |